# Tour de Flandes 2002
L'edició del 2002 de la clàssica ciclista Tour de Flandes es disputà el 7 d'abril del 2002. A quatre quilòmetres del final, l'italià Andrea Tafi va escapar-se d'un grup que també contenia Johan Museeuw, Peter Van Petegem, George Hincapie i Daniele Nardello i aconseguí conservar l'avantatge fins a la meta.

## Classificació general
|    | Ciclista           | Equip                        | Temps     |
| -- | ------------------ | ---------------------------- | --------- |
| 1  | Andrea Tafi        | Mapei-Quick Step             | 6h 53'00" |
| 2  | Johan Museeuw      | Domo-Farm Frites             | + 21"     |
| 3  | Peter Van Petegem  | Lotto-Adecco                 | m. t.     |
| 4  | George Hincapie    | US Postal                    | m. t.     |
| 5  | Daniele Nardello   | Mapei-Quick Step             | m. t.     |
| 6  | Rolf Sørensen      | Landbouwkrediet-Colnago      | + 1'12"   |
| 7  | Enrico Cassani     | Domo-Farm Frites             | m. t.     |
| 8  | Gabriele Missaglia | Lampre-Daikin                | + 1'14"   |
| 9  | Mario Cipollini    | Acqua & Sapone-Cantina Tollo | + 2'37"   |
| 10 | Erik Zabel         | Team Telekom                 | m. t.     |